# Charles Saunders
Charles Saunders, KB (c.1715 – 7 de dezembro de 1775) foi um almirante da Marinha Real Britânica durante a Guerra dos Sete Anos e depois Primeiro Lorde do Almirantado.
Ele comandou a esquadra que trouxe o general James Wolfe para Quebec em 1759 e consolidou a vitória do falecido general na Batalha das Planícies de Abraão
A ilha Saunders, localizada no arquipélago das ilhas Sandwich do Sul, foi assim nomeada em sua homenagem.